# Мельник Петро Ігорович
Петро Ігорович Мельник (нар. 16 вересня 1962 — пом. 16 серпня 2018) — радянський та український футболіст, що грав на позиції півзахисника. Відомий за виступами насамперед у складі команди «Прикарпаття» з Івано-Франківська, у складі якої зіграв маже 190 офіційних матчів, та став бронзовим призером чемпіонату УРСР.

## Клубна кар'єра
Петро Мельник розпочав виступи на футбольних полях у 1982 році в аматорській команді «Хімік» з Калуша. У 1985 році він став гравцем команди другої союзної ліги «Прикарпаття» з Івано-Франківська. З наступного року футболіст став гравцем основного складу команди, та став у її складі бронзовим призером чемпіонату УРСР, який розігрувався у зональному турнірі команд другої ліги. Виступав у складі івано-франківської команди до кінця сезону 1989 року, загалом зіграв у її складі 188 матчів у чемпіонаті УРСР, ще один матч зіграв у Кубку СРСР. Після закінчення вистув за «Прикарпаття» Петро Мельник деякий час грав за аматорський клуб з Івано-Франківська «Автоливмаш». У 1992 році Петро Мельник став гравцем аматорської команди «Хутровик» з Тисмениці, яка з початку сезону 1993—1994 років розпочала виступи в перехідній лізі. Мельник зіграв у складі тисменицької команди 13 матчів у перехідній лізі, та з початку 1994 року став гравцем аматорської команди «Лімниця» з Перегінського, у складі якої грав до 1995 року. У 1995—1996 роках Петро Мельник грав у складі аматорських клубів «Карпати» (Рахів) і «Медик» (Моршин). На початку 1997 року Мельник грав у словацькому клубі другого дивізіону «Мінерал» (Дубова). У другій половині року футболіст повертається в Україну, де стає гравцем команди другої ліги «Калуш». Наступного року Петро Мельник стає гравцем аматорського клубу «Енергетик» з Бурштина, який з наступного сезону розпочав виступи у другій лізі. На початку 1999 року Мельник грав у складі нижчолігового польського клубу «Польна», після чого завершив виступи на футбольних полях. Після завершення виступів на футбольних полях Петро Мельник працював тренером в івано-франківській ОДЮСШ. Помер Петро Мельник 16 серпня 2018 року.